# Patrich
Der Patrich (auch Patrichberg genannt) ist ein 599,6 m ü. NHN hoher, bewaldeter Berg des Mittelgebirges Fränkische Alb. Mit seinem südwestlichen Nachbarn, dem Viersteinberg, erhebt er sich bei der Kernstadt von Treuchtlingen im mittelfränkischen Landkreis Weißenburg-Gunzenhausen (Bayern). Der Berg lag bis zur Gemeindegebietsreform in Bayern im gemeindefreien Gebiet Patrich und Mühlberg.

## Geographie

### Lage
Der Patrich erhebt sich im Naturpark Altmühltal. Er liegt direkt nordwestlich der Kernstadt von Treuchtlingen. Nordwestlich befindet sich Wettelsheim, nördlich Kellerhaus, im Nordosten, jenseits der Altmühl, Graben, und im Osten Gstadt; sie alle sind Gemeindeteile von Treuchtlingen. Im Süden liegen mehrere Treuchtlinger Neubaugebiete, darunter die nach dem Berg benannte Siedlung Patrich.
Nördlich bis östlich vorbei am Patrich fließt etwa in südsüdöstlicher Richtung die Altmühl. Östlich des Altmühltals erhebt sich der Nagelberg. In die Altmühl mündet beim etwas nordnordwestlich des Berges gelegenen Bubenheim die Rohrach. Jenseits der Rohrach erstreckt sich der Höhenzug Hahnenkamm.
Der Patrich weist einen Doppelgipfel auf: Seine im Norden gelegene Hauptkuppe ist 599,6 m hoch, seine südliche Nebenkuppe 590 m. Ein 570 m hoher Bergsattel leitet zum südwestlichen Nachbarn über, dem sich nach Südsüdwesten hin ziehenden Viersteinberg (600,2 m).
Auf den südlichen Hängen erstreckt sich der Treuchtlinger Stadtwald.

### Naturräumliche Zuordnung
Der Patrich gehört in der naturräumlichen Haupteinheitengruppe Fränkische Alb (Nr. 08), in der Haupteinheit Südliche Frankenalb (082) und in der Untereinheit Altmühlalb (082.2) zum Naturraum Obere Altmühlalb (082.22). Die Landschaft fällt nach Norden und Osten in den Naturraum Treuchtlinger Pforte (082.21) ab. Sie leitet nach Nordwesten in den Naturraum Altmühltrichter (110.30) und nach Westen in den Naturraum Hahnenkamm-Vorberge (110.21) über, die in der Haupteinheitengruppe Fränkisches Keuper-Lias-Land (11) und in der Haupteinheit Vorland der Südlichen Frankenalb (110) zu den Untereinheiten Weißenburger Bucht (110.3) und Hahnenkamm-Vorland (110.2) zählen.

## Schutzgebiete
Auf dem Patrich liegen Teile des Landschaftsschutzgebiets Schutzzone im Naturpark Altmühltal (CDDA-Nr. 396115; 1995 ausgewiesen; 1632,9606 km² groß). Bis auf den Übergangsbereich zum Viersteinberg reichen Teile des Fauna-Flora-Habitat-Gebiets Trauf der südlichen Frankenalb (FFH-Nr. 6833-371; 43,2442 km²).

## Geschichte
Auf dem Patrich liegt ein Grabhügel vorgeschichtlicher Zeitstellung. Auf historischen Karten ist der Schriftzug Badrich-Berg zu finden.